# Aimerico IV di Narbona
Aimerico IV di Narbona (quarto decennio del XIII secolo – 1298), fu visconte di Narbona dal 1270 fino alla sua morte.

## Origine
Aimerico, secondo la Gran enciclopèdia catalana, come viene confermato anche dal documento n° 542 de la Histoire générale de Languedoc avec notes et pièces justificatives, Volume 8, era figlio del Visconte di Narbona Amalrico I e della moglie,  Filippa d'Anduze, signora di Sommières, figlia di Pietro Bermond, Signore d'Anduze e della prima moglie, Josserande de Poitiers-Valentinois.

Amalrico I di Narbona, ancora secondo la Gran enciclopèdia catalana, era figlio del Visconte di Narbona, Aimerico III e della terza moglie, Margherita di Marly, una nobildonna francese, come viene confermato dal documento n° CCXV del Cartulaire de l'abbaye de Porrois, au diocèse de Paris, plus connue sous son nom mystique Port-Royal. Premier volume, 1204-1280.

## Biografia
Di Aimerico si hanno scarse notizie.
Suo padre, Amalrico I, morì nel 1270 e Aimerico gli succedette come Aimerico IV di Narbona, come conferma il documento n° CL della Histoire générale de Languedoc: avec des notes et les pièces, Volume 5, trascritto nel 1271 (Amalrici filii nobilis viri D. Amalrici Dei gratia vicecomitis quondam Narbonæ).
Sempre, nel 1271, Aimerico viene citato assieme al fratello Amalrico come figli del visconte di Narbona, Amalrico I (dominum Aymericum et dominum Amalricum fratres, filios quondam domini Amalrici, Dei gratia vicecomitis et domini Narbone).
In quegli anni, come risulta dagli scritti del trovatore Raimon Gaucelm, Aimerico aveva prestato giuramento e preso la croce con l'intento di partire, con il suo signore Carlo I d'Angiò, per l'Ottava crociata condotta da Luigi IX di Francia, cosa che poi non poté fare per la sopraggiunta morte di Luigi IX.
Aimerico morì verso il 1298, in quanto come conferma lo studio J. Régné. Amauri II, vicomte de Narbonne (1260 ?- 1328), suo figlio, Amalrico, in quell'anno, ereditò la viscontea, col permesso del re di Francia Filippo il Bello.

## Matrimonio e Discendenza
Aimerico aveva sposato Sibilla di Foix (Sibylia uxor dicti domini Aymerici), come ci viene confermato dal documento n° 542 de la Histoire générale de Languedoc avec notes et pièces justificatives, Volume 8, che come conferma la Histoire généalogique et chronologique de la maison royale de France, des pairs, grands officiers de la Couronne, de la Maison du Roy et des anciens barons du royaume.... Tome 3 / par le P. Anselme,... ; continuée par M. Du Fourny Anselme de Sainte-Marie (1625-1694 era figlia del Visconte di Castelbon e Signore di Andorra e conte di Foix, Ruggero IV e come ci conferma la Chroniques romanes des comtes de Foix della moglie, Brunisenda di Cardona.

Aimerico da Sibilla ebbe tre figli:
- Amalrico († 1328), Visconte di Narbona, come confermato dal documento n° 542 de la Histoire générale de Languedoc avec notes et pièces justificatives, Volume 8[2]
- Pietro († dopo il 1305), citato come canonico della cattedrale di Narbona dallo studio J. Régné. Amauri II, vicomte de Narbonne (1260 ?- 1328)[9].
- Margherita , moglie di Pietro di Castiglia, come riporta il cap. XVII delle Memorias historicas del Rei Alonso el Sabio[10].

### Fonti primarie
- (LA)  Histoire Générale de Languedoc, Tome V, Notess.
- (LA)  Histoire générale de Languedoc avec notes et pièces justificatives, Volume 5.
- (LA)  Histoire générale de Languedoc avec notes et pièces justificatives, Volume 8.
- (LA)  Cartulaire de l'abbaye de Porrois, au diocèse de Paris, plus connue sous son nom mystique Port-Royal. Premier volume, 1204-1280.
- (OC, FR)  Chroniques romanes des comtes de Foix.
- (ES)  Memorias historicas del Rei Alonso el Sabio.

### Letteratura storiografica
- (FR)  [J. Régné. Amauri II, vicomte de Narbonne (1260 ?- 1328), pagg. 100 - 103].